# Lanse Road
Lanse Road es una localidad de Santa Lucía, que forma parte del distrito de Castries.